# Doellingeria sekimotoi
Doellingeria sekimotoi là một loài thực vật có hoa trong họ Cúc. Loài này được (Makino) G.L.Nesom mô tả khoa học đầu tiên năm 1994.